# Mieduniszki Wielkie
Mieduniszki Wielkie (niem. Großmedien, do 1938 r. Gross Medunischken) – osada w Polsce, w województwie warmińsko-mazurskim, w powiecie gołdapskim, w gminie Banie Mazurskie.
W latach 1975–1998 miejscowość należała administracyjnie do województwa suwalskiego.

## Nazwa
16 lipca 1938 r. ustalono w miejsce zwyczajowej nazwy niemieckiej Gross Medunischken nazwę urzędową Großmedien.
28 marca 1949 r. ustalono urzędową polską nazwę miejscowości – Mieduniszki Wielkie, określając drugi przypadek jako Mieduniszek Wielkich, a przymiotnik – mieduniski.

## Zabytki
Do wojewódzkiego rejestru zabytków wpisane są obiekty:
- zespół pałacowy, XVIII-XX w.
  - neobarokowy pałac z lat 1920-1922 wybudowany na fundamentach XVIII w. rezydencji. Główny budynek parterowy, kryty wysokim dachem mansardowym z lukarnami. W elewacji frontowej dwukondygnacyjny ryzalit, rozbudowana elewacja ogrodowa z tarasem wspartym na kolumnach porządku jońskiego. Do pałacu przylega niska, stylowa oficyna[6]
  - park, XVII-XIX w.